# Osowa
Osowa [pronunciación en polaco: /ɔˈsɔva/] es un pueblo ubicado en el distrito administrativo de Gmina Bychawa, dentro del Condado de Lublin, Voivodato de Lublin, en Polonia oriental. Se encuentra aproximadamente a 6 kilómetros al noreste de Bychawa y a 22 kilómetros al sur de la capital regional Lublin.